# 2049—刺蝟法則
《2049－刺蝟法則》，是一部描寫在未來年代的電視劇，為2049第二單元，由林子熙、莫允雯領銜主演，2021年10月30日起台視主頻於每週六22:00首播，10月31日起東森戲劇台於每週日20:00首播，並由MyVideo、Netflix跟播。

## 播出時間

### 首播
| 頻道       | 所在地 | 播出日期       | 播出時間             | 備註     |
| 台視主頻   | 臺灣   | 2021年10月30日 | 每週六 22:00 - 23:40 | 連播三集 |
| 東森戲劇台 | 臺灣   | 2021年10月31日 | 每週日 20:00 - 21:40 | 連播三集 |
| 東森超視   | 臺灣   | 2021年10月31日 | 每週日 22:00 - 23:40 | 連播三集 |

### 網路平台
| 頻道       | 所在地 | 播出日期       | 播出時間             | 備註         |
| MyVideo    | 臺灣   | 2021年10月30日 | 每週六 22:00 - 23:30 | 連播三集     |
| Netflix    | 臺灣   | 2021年10月30日 | 每週六 23:30         | 一次上架三集 |
| MOD        | 臺灣   | 2021年11月21日 | 週日 12:00           | 一次上架六集 |
| Hami Video | 臺灣   | 2021年11月21日 | 週日 12:00           | 一次上架六集 |

### 重播
| 頻道       | 所在地 | 播出日期      | 播出時間             | 備註     |
| 台視主頻   | 臺灣   | 2021年11月6日 | 每週六 13:00 - 14:45 | 連播三集 |
| 東森戲劇台 | 臺灣   | 2021年11月6日 | 每週六 14:00 - 15:40 | 連播三集 |
| 東森戲劇台 | 臺灣   | 2021年11月6日 | 每週六 20:00 - 21:40 | 連播三集 |
| 東森戲劇台 | 臺灣   | 2021年11月7日 | 每週日 14:00 - 15:40 | 連播三集 |

## 劇情大綱
在西元2049年，科技不斷進步，但人類仍然原始。在未來人民面臨者人性與科技的考驗。「我在記憶備份裡找到愛的答案」，「我迷失在名為愛的記憶備份裡」。

## 演員列表

### 主要演員
| 演員   | 角色   | 介紹 | 登場集數 |
| 林子熙 | 吳雨晴 | 本劇女主角之一，職業為心理諮商師，但是長期需依靠藥物來舒緩自己內心的情緒，情感上缺乏安全感，對教養也充滿迷惘，源自於幼年時期被自己媽媽拋棄，長大後卻又愛上自己媽媽的前男友，之後還懷孕並且生下自己的女兒，因此對自己媽媽有著複雜的情感糾葛。 | 全劇     |
| 莫允雯 | 黎夏朵 | 本劇女主角之一，職業為花店花藝師，外表看似完美，但內心其實很空虛，青春期時為了報復媽媽，而與媽媽的男友有一段錯綜復雜的關係。她習慣性的猜疑人心，對平淡的婚姻感到窒息，在一次的意外偶遇下，發現和陌生的諮商師雨晴有著相同記憶。               | 全劇     |

### 次要演員
| 演員   | 角色   | 介紹                                                                   | 登場集數 |
| 尹昭德 | 古耀華 | 吳雨晴的丈夫，以前與吳潔宜交往過。                                     | 全劇     |
| 劉瑞琪 | 吳潔宜 | 職業為畫家，吳雨晴的媽媽，古貝貝外婆。                                 | 1,3,5-6  |
| 陳姸霏 | 古貝貝 | 學生，吳雨晴的女兒，未成年意外懷孕，被自己母親狠心逼迫要進行墮胎手術。 | 全劇     |
| 周明宇 | 子欽   | 職業為廚師，黎夏朵的丈夫，以前和楚菲交往過。                           | 1-3,5    |
| 鄭家榆 | 楚菲   | 職業為名模，黎夏朵的媽媽。                                             | 1,3,5    |

### 特別演出
| 演員   | 角色 | 介紹                                                           | 登場集數 |
| 曾珮瑜 | 姚靖 | 著名女演員，是吳雨晴諮商個案之一，與自己女兒小璇關係相處不好。 | 1        |
| 趙逸嵐 | 督導 | 吳雨晴的督導                                                   | 1-2,4,6  |
| 溫昇豪 | 歐文 | 吳雨晴的朋友                                                   | 2,6      |

### 其他演員
| 演員   | 角色     | 介紹                         | 登場集數      |
| 王芊凌 | 劉怡君   | 連線記者                     | 1             |
| 杜旖妮 | 芸芸     | 黎夏朵的女兒，15歲芸芸       | 1,5           |
| 李國強 | 警察     | 警察                         | 1             |
| 羅裕盛 | 警察     | 警察                         | 1             |
| 郭汶欣 | 小璇     | 姚靖的女兒                   | 1             |
| 孫德維 | 雨晴同事 | 雨晴診所同事                 | 1             |
| 劉昌翰 | 雨晴同事 | 雨晴診所同事                 | 2             |
| 賴雅琪 | 員工     | 花店員工                     | 2             |
| 陳品渝 | 工作人員 | 開幕酒會的工作人員           | 2             |
| 張緯   | 工作人員 | 開幕酒會的工作人員           | 2             |
| 楊皓崴 | 男客人   | 開幕酒會的客人               | 2             |
| 羅韋恩 | 昱成學長 | 貝貝的男友                   | 2,5,6（聲音） |
| 翁妮妮 | 黎夏朵   | 8歲黎夏朵                    | 2             |
| 丁梅卿 | 夏朵外婆 | 黎夏朵外婆                   | 2             |
| 謝其文 | 舅舅     | 吳雨晴親戚                   | 3             |
| 王昱翔 | 親戚     | 吳雨晴親戚                   | 3             |
| 黃婕菲 | 親戚     | 吳雨晴親戚                   | 3             |
| 姜芊卉 | 親戚     | 吳雨晴親戚                   | 3             |
| 李关容 | 親戚     | 吳雨晴親戚                   | 3             |
| 王宥謙 | 親戚     | 吳雨晴親戚                   | 3             |
| 徐晉彥 | 親戚     | 吳雨晴親戚                   | 3             |
| 林芷薰 | 親戚     | 吳雨晴親戚                   | 3             |
| 吳蘭   | 芸芸     | 1歲芸芸                      | 3             |
| 薛良志 | 醫師     | 婦產科醫師                   | 4,6           |
| 賴雨霏 | 貝貝     | 5歲貝貝                      | 4             |
| 溫家儀 | 同學     | 古耀華同學                   | 4             |
| 盧妍蓉 | 同學     | 古耀華同學                   | 4             |
| 李維   | 同學     | 古耀華同學                   | 4             |
| 徐裕傑 | 同學     | 吳雨晴大學同學               | 4             |
| 潘奕如 | 醫護     | 沈浸式體驗醫護               | 6             |
| 馬浩然 | 醫護     | 沈浸式體驗醫護               | 6             |
| 周子鳳 | 醫護     | 沈浸式體驗醫護               | 6             |
| 蔡楚恩 | 吳雨晴   | 替身                         |               |
| 陳紫燕 | 黎夏朵   | 替身                         |               |
| 蕭詩偉 | 夏朵爸   | 音樂人，黎夏朵爸爸           | 6（照片）     |
| 李明哲 | 雨晴爸   | 吳雨晴爸爸、吳潔宜的美術老師 | 6（照片）     |
| 廖曉彤 | 林維萱   | 花店海報模特兒               | 2（海報）     |
| 盧妍蓉 | 蘇欣彤   | 花店海報模特兒               | 2（海報）     |

## 電視劇歌曲
| 曲別   | 歌名                   | 演唱者   | 作詞   | 作曲     | 編曲                   |
| 主題曲 | 完美不完美             | 莫文蔚   | 蔣卓嘉 | 蔣卓嘉   | 游政豪、蔣卓嘉、JerryC |
| 插曲   | 到底到了底到底         | 春麵樂隊 | 賴予喬 | 賴予喬   | 春麵樂隊、陳品先       |
| 插曲   | 我在你的眼睛我看到了你 | 春麵樂隊 | 賴予喬 | 賴予喬   | 春麵樂隊               |
| 插曲   | 大團圓                 | 好客樂隊 | 李慧宜 | 好客樂隊 |                        |

## 各集標題
| 集數 | 標題 |
| 1    | 惡夢 |
| 2    | 夏朵 |
| 3    | 母親 |
| 4    | 刺蝟 |
| 5    | 羈絆 |
| 6    | 甦醒 |

## 周邊商品
- 《2049：影劇小說×深度解析》影視小說
  - 作者：瀚草影視、英雄旅程 、繆非
  - 出版社：天下文化
  - 出版日期：2021年10月16日
  - ISBN 9789865253288

## 製作團隊
- 導演：許立達、朱建青
- 出品人：林之晨、林文淵、曾瀚賢
- 總監製：湯昇榮
- 聯合監製：李芃君、郭元冲
- 製作人：湯昇榮、曾瀚賢
- 聯合製作人：邵珮茹、賴秀貞
- 行政製作人：周增晟
- 執行製作人：蔡凱瑞
- 編劇：吳美枝、許立達、劉瑞婷
- 造型指導：杜佩勳
- 美術指導：賴勇坤
- 製作公司：瀚草影視
- 出品公司：台灣大哥大、東森電視、瀚草影視
- 冠名贊助
  - 台視：FORA 福爾威創快篩
  - 東森：未來美8分鐘面膜

## 獎項紀錄
| 年份   | 頒獎典禮          | 獎項名稱   | 入圍者／作品 | 結果 |
| 2021年 | 第3屆亞洲內容大獎 | 技術成就獎 | 2049         | 提名 |
| 2022年 | 第57屆金鐘獎      | 迷你劇集獎 | 2049         | 提名 |

## 外部連結
- 官方网站－台視
- 官方网站－東森
- 影集2049的Facebook專頁
- 瀚草影視文化的Facebook專頁
- 在Netflix上觀看《2049—刺蝟法則》

| 臺灣 台視主頻 周六優質戲劇                        | 臺灣 台視主頻 周六優質戲劇                        | 臺灣 台視主頻 周六優質戲劇                        |
| ------------------------------------------------- | ------------------------------------------------- | ------------------------------------------------- |
|                                                   | 2049－刺蝟法則 （2021年10月30日－2021年11月6日）  |                                                   |
| 2049－幸福話術 （2021年10月16日－2021年10月23日） | 2049－完美預測 （2021年11月13日－2021年11月20日） |                                                   |
| 臺灣 東森戲劇台 每週日 20:00 - 21:40              |                                                   |                                                   |
| 2049－幸福話術 （2021年10月17日－2021年10月24日） | 2049－刺蝟法則 （2021年10月31日－2021年11月7日）  | 2049－完美預測 （2021年11月14日－2021年11月21日） |